# Микроклисура (дем Гревена)
Вижте пояснителната страница за други значения на Микроклисура.
Микроклисура, още Садовища или Садовица (гръцки: Μικροκλεισούρα, до 1927 година: Σαδοβίτσα, Садовица), е село в Република Гърция, в дем Гревена, област Западна Македония.

## География
Селото е разположено на 580 m надморска височина, на около 20 km североизточно от град Гревена, от лявата (източната) страна на река Бистрица (Алиакмонас), в северното подножие на планината Профитис Илияс. На североизток граничи със сятишкото село Дафнеро (Вайпеш).

## История

### В Османската империя
В края на XIX век Садовища е малко населено място в нахия Венци на Кожанската каза на Османската империя. Според статистиката на Васил Кънчов („Македония. Етнография и статистика“) в 1900 година в Сдовища (Сантовища) живеят 5 гърци християни. Селото е напуснато, тъй като го заливат водите на Бистрица.

### В Гърция
През Балканската война в 1912 година в селото влизат гръцки части и след Междусъюзническата в 1913 година Сантовища влиза в състава на Кралство Гърция. При първото преброяване на новите власти през 1913 година то не е регистрирано като отделно селище.
В средата на 20-те години на XX век по силата на Лозанския договор в селото са заселени понтийски гърци бежанци от Турция. В 1928 година селището е представено като изцяло бежанско с 26 семейства или 86 жители.
В 1927 година името на селото е сменено на Микроклисура.
Населението произвежда жито, тютюн, градинарски култури, овошки и други земеделски култури, като частично се занимава и с краварство.
| Година    | 1913 | 1920 | 1928 | 1940 | 1951 | 1961 | 1971 | 1981 | 1991 | 2001 | 2011 | 2021 |
| --------- | ---- | ---- | ---- | ---- | ---- | ---- | ---- | ---- | ---- | ---- | ---- | ---- |
| Население | -    | 694  | 98   | 133  | 107  | 151  | 74   | 63   | 51   | 133  | 63   | 24   |